# صخره زوما

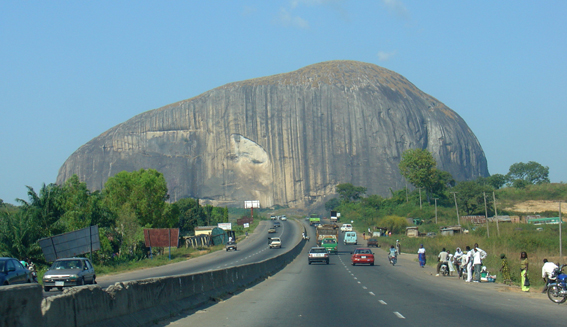

صخرهٔ زوما یک تکسنگی بزرگ واقع در نیجریه است و ۱۱۲۵ متر ارتفاع دارد.